# Harmsdorf (Lauenburg)
Harmsdorf è un comune di 280 abitanti dello Schleswig-Holstein, in Germania.
Appartiene al circondario (Kreis) del Ducato di Lauenburg (targa RZ) ed è parte della comunità amministrativa (Amt) di Lauenburgische Seen.

## Storia
Nel 1937 la cosiddetta "legge sulla Grande Amburgo" decretò la cessione del comune di Harmsdorf del Land di Lubecca, contemporaneamente disciolto, alla Prussia.